# Les Dissonances
Les Dissonances este o orchestră de muzică clasică europeană creată în 2004 de violonistul francez David Grimal. Aceasta reunește muzicieni francezi și europeni: soliști internaționali, muzicieni din orchestre de renume, precum și tinere talente.
Les Dissonances își prezintă stagiunea de concerte la Opera din Dijon din 2008.

## Scurtă prezentare
Ansamblul simfonic a fost creat la inițiativa violonistului David Grimal din 2004 dorința de a crea un spațiu de libertate într-o lume în care arta este în plin declin.

Orchestra are geometrie variabilă și execută lucrări din repertoriul simfonic fără dirijor, cu o largă libertate de interpretare.
Repertoriul vast al ansamblului cuprinde genuri muzicale reprezentative ale tuturor epocilor, de la clasic (Mozart, Beethoven, Schubert, Brahms, Vivaldi) până la registrul modern și contemporan (Schoenberg, Dutilleux, Ligeti...).
Cvartetul Les Dissonances este compus din David Grimal (vioară), Hans Peter Hofmann (vioară), David Gaillard (violă), Xavier Phillips (violoncel).
Les Dissonances se ocupa de asemenea și de proiecte educaționale, concerte educative, repetiții deschise si ateliere P’titssonances (micii Dissonances) în școli, cu scopul de a-i atrage si sensbiliza pe tineri spre cunoașterea muzicii clasice.
Les Dissonances au din 2014 propria casă de discuri ©Dissonances Records.

## L'Autre Saison
L'Autre Saison (celălalt sezon) este un sezon artistic ce se adresează persoanelor fără adăpost. O dată pe lună, la biserica Église Saint-Leu din Paris, Les Dissonances invită artiști din toate orizonturile (muzicieni, cantareti, balerini, actori...) să se producă gratuit pentru persoane în situații precare. Totalitatea veniturilor încasate din concerte este donat asociației Les Margeniaux care însoțește și sprijină proiecte de urgență și de termen mediu, propuse de actorii sociali.

## Rezidență și subvenții
Les Dissonances sunt susținuți de către Ministerul Culturii și comunicării, este membru al FEVIS (Federația franceză a ansamblelor muzicale) , prezintă stagiunea de concerte la Opera din Dijon din 2008 precum și la Cité de la musique din Paris, Volcan din Havre și l’Onde din Vélizy.

## Discografie
- Cinci Concerte pentru vioară de Mozart, Dissonances Records, 2014
- Concert pentru vioară și Simfonia N.4 de Brahms, Dissonances Records, 2014
- Simfonia N.5 de Beethoven, Aparté, 2011
- Cele patru anotimpuri de Vivaldi și Piazzolla, Aparté, 2011
- Concert pentru vioară și Simfonia N.7 de Beethoven, Aparté, 2010
- Metamorfoze de Schoenberg și Strauss, Naïve, 2007